# UNDER LOVER
UNDER LOVER，又稱地下情人，是於影音網站發跡的男子雙人組合，團員為胡睿兒與楊琳。
胡睿兒與楊琳都是花蓮縣阿美族人，但胡睿兒少年時遷居臺北、在花蓮服役期間認識楊琳，2010年開始胡睿兒與楊琳合作，開始在網路上發表作品，2012年胡睿兒與玖壹壹洋蔥合作的《癡情的男子漢》，2015年正式發行首張實體專輯，再與玖壹壹春風合作的一曲《癡情玫瑰花》在YouTube上累積1億8045萬多觀看次數。

## 成員簡介
| 藝名   | 本名   | 出生地 | 簡介 |
| 胡睿兒 | 胡睿楷 | 臺灣   | - 2016年9月22日，與女友林采緹涉及吸食大麻遭到法辦。後於2018年結婚，2018年7月17日生下一子，小名「夏天」。 - 2018年6月，被指控在台北東區夜店性侵一名女性。胡睿兒稱兩人是酒後的一夜情，而且只是愛撫，並未真正發生性交，而後賠償該女新臺幣40萬元；但法庭審理時，該女依然向法庭陳述，不希望胡睿兒得到緩刑。2019年2月，胡睿兒被依照《中華民國刑法》乘機性交罪判處有期徒刑二年，不得緩刑。 |
| 楊琳   | 賴以琳 | 臺灣   | - 身為牧師之子，教會家庭長大的楊琳在聲音表現上兼具沙啞跟厚實。 - 早年曾用名「賴以澤」，今日藝名多改稱「賴以琳」 |

## 音樂作品

### 專輯
- 2015年6月12日〖地下情人〗
- 2015年12月12日〖LOVER〗
- 2018年3月7日〖I M U L 概念全創作專輯〗

### 單曲
- 2012年

12月19日《癡情的男子漢》玖壹壹─洋蔥ft.UNDER LOVER─睿兒（mix by DJ 西瓜 蘇昭文）
- 2014年

8月4日《迷霧的愛情》UNDER LOVER×imos螢幕保護貼品牌2014年8月推出 touch stream霧面抗刮保護貼(宣傳影片)
- 2015年

02月14日《MARY JANE》玖壹壹─健志KEN G ft. UNDER LOVER─睿兒
12月20日《癡情玫瑰花》UNDER LOVER ft. 玖壹壹 春風
- 2017年

4月發行兩首全新單曲《我挺你》、《飛翔》，其中《飛翔》一曲涉嫌抄襲南韓團體Beast歌曲，目前韓國公司方面確認中尚未發表正式立場，而UNDERLOVER成員未對此事做任何表態。

## 戲劇作品

### 微電影
| 年份 | 微電影                                    |
| ---- | ----------------------------------------- |
| 2014 | 《迷霧的愛情》連結 （页面存档备份，存于） |

### 音樂錄影帶
| 年份 | 歌手        | 歌曲           |
| ---- | ----------- | -------------- |
| 2015 | UNDER LOVER | 《癡情玫瑰花》 |

## 電影
- 2017年《最完美的女孩》

## 演唱會
- 2016年2月27日 UNDER LOVER「我和Lover有樂會演唱會」(台北)
- 2016年3月12日 UNDER LOVER「我和Lover有樂會演唱會」(高雄)

## 爭議事件
2016年9月22日，臺北市政府警察局警員持搜索票搜索胡睿兒的大安區住處，搜出1.24公克大麻（《毒品危害防制條例》定為二級毒品），胡睿兒與邵姓友人被捕；而在同一屋內其他房間的楊琳與林采緹否認吸毒，經警方帶回偵訊及驗尿後，先行請回；胡則被移送臺北地檢署複訊，並以新臺幣一萬元交保候傳。胡睿兒隔天召開記者會，對粉絲、團員及家人道歉，也為這件事件做出簡單說明，並表示自己不會再做出不良示範。2016年11月，檢察官考量認罪且是初犯，將他緩起訴2年，須進行戒癮治療2年，並各服40小時義務勞務。
由於胡睿兒與玖壹壹健志曾經共同創作歌曲《Mary Jane瑪麗珍》，加上「Mary Jane」在美國是「大麻」的黑話，MV有吸水煙的畫面，這首歌又掀起討論，健志則解釋這首歌只是寫給前女友的故事。
胡睿兒先前因吸食毒品獲緩起訴，卻在緩起訴期間再涉犯有期徒刑之罪，台北地檢署2018年11月15日依規定撤銷其毒品案的緩起訴，改依吸食二級毒品罪將他提起公訴。

2018年6月，胡睿兒於台北市信義區「KLASH」夜店涉嫌性侵一名女子，事後雖賠償對方40萬元，但仍被法院以「趁機性侵罪」判刑2年定讞。7月21日，他帶著4本書及數千台幣入監服刑。面對前來採訪的媒體，胡睿兒坦言對不起前妻與孩子，林采緹對此則表示「沒有特別感覺」。

## 抄襲爭議
2017年4月初，新曲《飛翔》被耳尖的歌迷發現和BEAST的歌《Ribbon》旋律雷同，特別是前奏部分包含編曲簡直一模一樣。經紀人澄清：「其實歌曲去年11月就錄好了，是直到歌曲上架後，有歌迷私訊我們，才發現這件事情。UNDERLOVER自己也是創作歌手，不會去抄襲，歌曲後面其實也完全不一樣。」然而，又有歌迷發現曾在2012年翻唱成中文版《玫瑰》，而2015年發行《玫瑰2.0》時，在編曲改變了、曲子仍一樣的情形下，作曲卻掛自己的名字。(原曲為勇敢兄弟的《Break up》Feat. 李起光 & Electroboyz)

## 外部連結
- UNDER LOVER的Facebook專頁
- 胡睿兒 Real hu的Facebook專頁
- Under Lover - 楊琳Young Lin的Facebook專頁
- YouTube上的UNDER LOVER頻道